# Alin Șeroni
Alin Șeroni (n. 26 martie 1987, Lugoj, Republica Socialistă România, România) este un fotbalist român, care joacă pe post de fundaș la Botoșani în SuperLiga României.